# Saint-François, Guadeloupe
Saint-François là một xã ở lãnh thổ hải ngoại Guadeloupe, Pháp. Xã này có diện tích 60 km², dân số năm 1999 là 10.674 người. Xã này nằm ở điểm đông nam của đảo Grande-Terre.